# 리치 홀

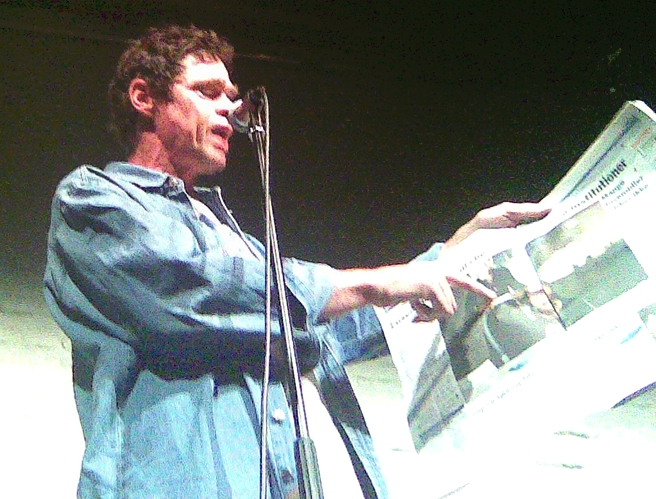

리치 홀(Rich Hall, 1954년 6월 10일 ~ )은 미국의 배우, 텔레비전 배우, 각본가, 영화 프로듀서이다.
알렉산드리아에서 태어났다.

## 영화
- 아더 크리스마스 (2011년) - 아이다호 맨 목소리 역
- 성자의 삶 (2006년)
- 러브 버그(영어판) (1997년)
- C.H.U.D. II - 버드 더 추드 (1989년)
- 특수 기동대 트럭원 (1989년)
- 백만달러 대소동 (1987년)
- 배니싱 아메리카 (1986년)
- 크레이지 걸 (1986년)
- 새터데이 나잇 라이브 (1975년)